# 빗살영원속
빗살영원속(학명: Triturus)은 영원과 영원아과에 속하는 속으로, 영국·유럽 대륙·시베리아·아나톨리아·카스피해 등지에 분포하는 영원 종류들이 속해 있다.

## 하위 종
현재까지 다음 9종이 확인되었다.
- 아나톨리아빗살영원 (T. anatolicus)
- 이탈리아빗살영원 (T. carnifex)
- 북방빗살영원 (T. cristatus)
- 다뉴브빗살영원 (T. dobrogicus)
- 발칸빗살영원 (T. ivanbureschi)
- 남방빗살영원 (T. karelinii)
- 마케도니아빗살영원 (T. macedonicus)
- 얼룩무늬영원 (T. marmoratus)
- 남방얼룩무늬영원 (T. pygmaeus)